# Lophiotoma ruthveniana
Lophiotoma ruthveniana is een slakkensoort uit de familie van de Turridae. De wetenschappelijke naam van de soort is voor het eerst geldig gepubliceerd in 1923 door Melvill.